# Uniwersytet w Basrze
Uniwersytet w Basrze (ar. جامعة البصرة Dżāmi‘at Al-Basrah) – iracka uczelnia publiczna znajdująca się w Basrze.
Instytucja została utworzona w 1964 roku, aby zapewnić zaplecze edukacyjne i badawcze dla południowej części Iraku i rejonu Zatoki Perskiej. Początkowo w jej skład wchodziły Wydział Nauk Humanistycznych, Wydział Prawa, Wydział Inżynierii oraz Wydział Nauk Ścisłych.

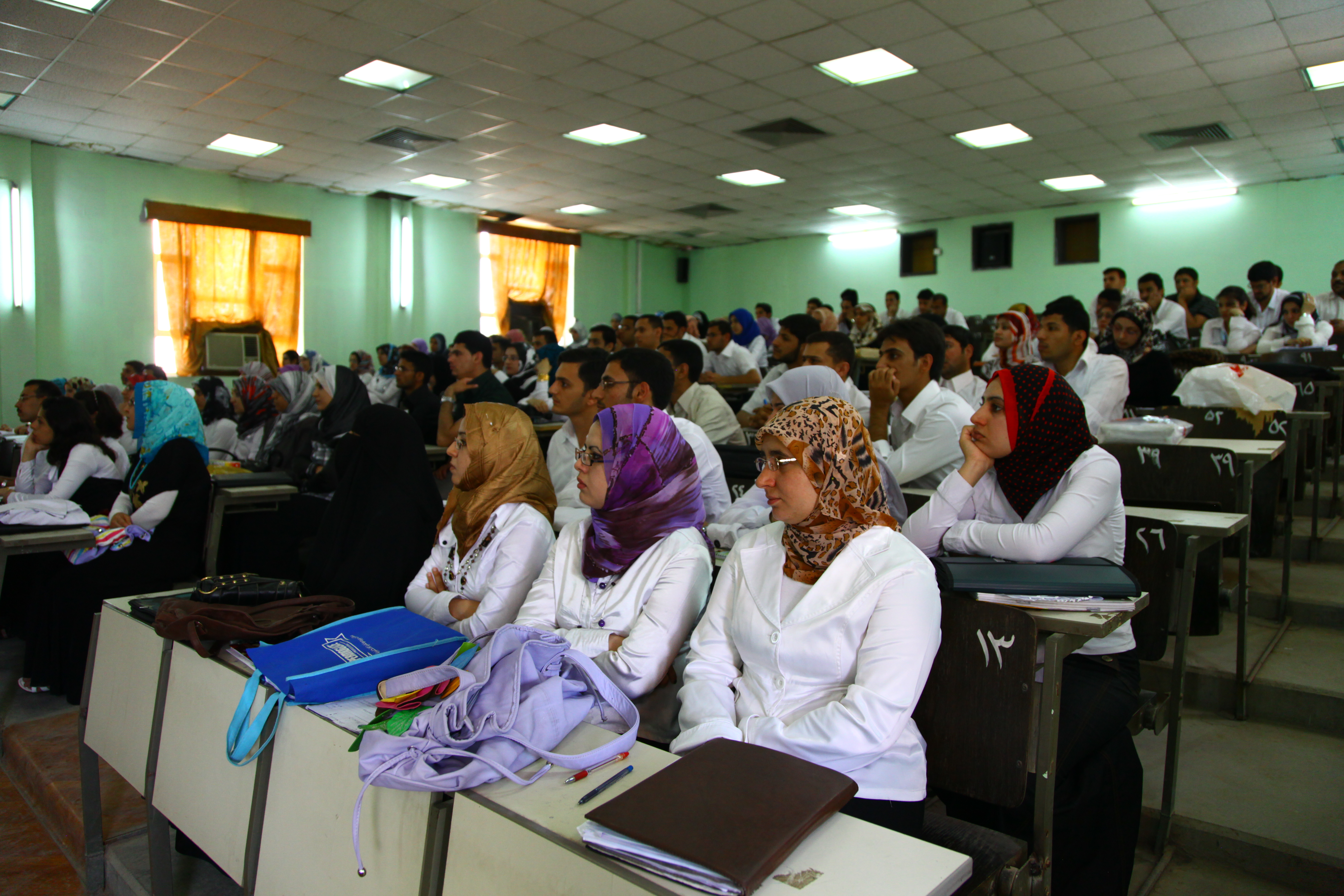
Wykład na Wydziale Medycyny (2010)

Obecnie w ramach uczelni funkcjonuje szesnaście wydziałów:

- Wydział Medycyny
- Wydział Farmacji
- Wydział Stomatologii
- Wydział Medycyny Weterynaryjnej
- Wydział Pielęgniarstwa
- Wydział Inżynierii
- Wydział Nauk Ścisłych
- Wydział Rolnictwa
- Wydział Pedagogiki
- Wydział Administracji i Ekonomii
- Wydział Prawa i Nauk Politycznych
- Wydział Nauk Humanistycznych
- Wydział Wychowania Fizycznego i Nauk o Sporcie
- Wydział Edukacji dla Dziewcząt
- Wydział Nauk o Morzu
- Wydział Nauk Komputerowych